# Petchia madagascariensis
Petchia madagascariensis là một loài thực vật có hoa trong họ La bố ma. Loài này được (A.DC.) Leeuwenb. miêu tả khoa học đầu tiên năm 1997.